# Сан Вито (Модена)
Сан Вито (итал. San Vito) је насеље у Италији у округу Модена, региону Емилија-Ромања.
Према процени из 2011. у насељу је живело 1091 становника. Насеље се налази на надморској висини од 57 м.